# Pseudomicrodes mediorufa
Pseudomicrodes mediorufa är en fjärilsart som beskrevs av George Francis Hampson 1910. Pseudomicrodes mediorufa ingår i släktet Pseudomicrodes och familjen nattflyn. Inga underarter finns listade.